# Гермион
Гермион (др.-греч. Ἑρμιών, Ἑρμιόνας, лат. Hermion) — в греческой мифологии сын Эвропа и внук Форонея, царя Аргоса. Павсаний пишет, что его называют основателем приморского города Гермиона (Эрмиони) в Арголиде на Пелопоннесе. Эвроп был незаконным сыном Форонея, который умер раньше Форонея, и царская власть после смерти Форонея перешла к другому внуку Форонея — Аргосу, сыну Ниобы и Зевса.